# Дракула (филм из 1931)
Дракула (енгл. Dracula) је амерички хорор филм из 1931. године, режисера Тода Браунинга, заснован на истоименом роману Брема Стокера и представља његову прву филмску адаптацију. У главним улогама су Бела Лугоси као гроф Дракула и Едвард ван Слоун као професор Абрахам ван Хелсинг.
У продукцији и дистрибуцији компаније Јуниверсал пикчерс, филм је рађен по истоименој позоришној представи у којој је 4 године раније Лугоси такође тумачио Дракулу у Бродвејском театру. Остварио је огроман комерцијални и критички успех и заједно са Франкенштајном започео еру хорора продукцијске куће Јуниверсал пикчерс. Критичари су пре свега хвалили Браунингову режију, док су глуму Хелен Чандлер оценили као „савршену”.
Бела Лугоси је улогом Дракуле постао културна икона, а филм је имао значајан утицај на хороре који су изашли у наредним годинама. 2000. године, Конгресна библиотека сврстала је Дракулу на списак Националног филмског регистра, као „култруно, историјско и естетски значајан филм”. Филм је добио бројне римејкове и наставке, од којих је први објављен 5 година касније, под насловом Дракулина ћерка. У наставку Ван Слоун се враћа у улогу професора Ван Хелсинга.

## Радња
Древни вампир гроф Дракула стиже из Трансилваније у Лондон и протом сеје смрт на сваком кораку. Уз помоћ свог слуге, Ренфилда, Дракула долази до поседсетва великог дворца у Лондону у коме сакрива своје мртвачке ковчеге. Након што убије Луси Вестон, Дракула вреба сваку прилику да њену другарицу, Мину Сјуард, претвори у своју невесту и врати се за Трансилванију.
Планове му квари професор Абрахам ван Хелсинг, који по Ренфилдовој реакцији на једић закључује да имају посла са вампиризмом. Радња долази до врхунца када Ван Хелсинг пред Мининим оцем, др Сјуардом, и вереником, Џонатаном Харкером, покаже како Дракула нема одраз у огледалу, што је једна од основних карактеристика вампира. Убрзо затим, Дракула напада и покуша да убије Ван Хелсинга, али се он одбрани крстом.
На крају, Дракула одводи Мину у свој дом, али приморан је да се повуче у ковчег због изласка сунца. Ван Хелсинг успева да пронађе ковчег и прободе Дракулу дрвеним коцем кроз срце, након чега се Мина враћа у нормалу.

## Улоге
| Глумац           | Улога                        |
| ---------------- | ---------------------------- |
| Бела Лугоси      | гроф Дракула                 |
| Едвард ван Слоун | професор Абрахам ван Хелсинг |
| Хелен Чандлер    | Мина Сјуард                  |
| Дејвид Менерс    | Џонатан Харкер               |
| Двајт Фрај       | Ренфилд                      |
| Херберт Бунстон  | др Џон Сјуард                |
| Франсес Дејд     | Луси Вестон                  |
| Џоун Стендинг    | Бригс                        |
| Чарлс Герард     | Мартин                       |